# التوظيف المدعوم
التوظيف المدعوم عبارة عن نظام أُنشأ لدعم الأشخاص من ذوي الإعاقات فيما يتعلق بالتوظيف الدائم في أطر مدمجة. ويوفر التوظيف المدعوم المساعدة التي تظهر في شكل توفير مدربي الوظائف وتطوير الفرد في وظيفته، وضمان الاحتفاظ بالوظيفة، وتوفير وسائل المواصلات، وتعزيز التقنيات المساعدة، والتدريب الوظيفي المتخصص، والإشراف المصمَم على المستوى الفردي. وغالبًا ما يشير مصطلح التوظيف المدعوم إلى كل من توفير فرص التوظيف وتعزيز الدعم المستمر لهؤلاء الأفراد لتمكينهم من الاحتفاظ بالوظيفة.
لقد أتاح مفهوم التوظيف المدعوم للأفراد المصابين بمستويات معتدلة إلى شديدة من الإعاقات فرصة أن يصبحوا أفرادًا نشطاء ويعملون بأجر ضمن منظومة القوى العاملة.http://www.dol.gov/odep/archives/fact/supportd.htm
وبينما كان مفهوم التوظيف المدعوم قيد الاستخدام منذ بضع سنوات، غير أنه مؤخرًا تلقى مزيدًا من الاهتمام باعتباره جزءًا لا يتجزأ من البرمجة التي تهدف إلى وصول أفضل لذوي الإعاقات وتمكينهم من الحصول على عائدات عمل كبيرة وشاملة.
مكونات التوظيف المدعوم
- الملف/التقييم المهني
- البحث عن وظيفة
- الإعداد الوظيفي
- التنسيب الوظيفي
- التدريب الوظيفي[2]

يساعد التوظيف المدعوم القائم على التصنيف والدعم الفردي الأشخاص الذين يعانون من أمراض نفسية شديدة من العمل في وظائف منتظمة من اختيارهم. وعلى الرغم من وجود أشكال مختلفة من التوظيف المدعوم، يشير مصطلح IPS (التصنيف والدعم الفردي) إلى الممارسة القائمة على الأدلة من التوظيف المدعوم.
سمات التوظيف المدعوم القائم على التصنيف والدعم الفردي
- عبارة عن ممارسة قائمة على الدليل
- يركز ممارسو التوظيف المدعوم القائم على التصنيف والدعم الفردي على مواطن القوة لدى العميل
- يمكن أن يتجه العمل نحو تعزيز الشفاء والعافية
- يعمل الممارسون بالتعاون مع جهة التأهيل المهني الحكومي
- يستخدم نهجًا يتألف من فريق متعدد التخصصات
- تعد الخدمات فردية وطويلة الأمد
- يعمل نهج التصنيف والدعم الفردي على تغيير الطريقة التي من خلالها يتم تقديم خدمات الصحة العقلية

التوظيف المدعوم القائم على التصنيف والدعم الفردي